# Donatas Sabeckis
Donatas Sabeckis (Kaunas, 30 dicembre 1992) è un cestista lituano.

## Palmarès
- Coppa di Svizzera: 1

Lions de Genève: 2021
- Coppa di Lega svizzera: 1

Lions de Genève: 2021
- Nacionalinė krepšinio lyga: 1

Sūduva: 2015-16